# Maddy Thorson
Maddy Thorson est une personnalité canadienne non binaire active dans le développement de jeux vidéo et principalement connue pour son travail sur les jeux Celeste et TowerFall, née le 18 mars 1988 sous le nom de Matt Thorson.
Thorson fonde le studio Matt Makes Games en 2012, avant de le dissoudre en septembre 2019 et de le relancer simultanément sous le nom d'Extremely OK Games avec la même équipe.

## Biographie
Maddy Thorson naît le 18 mars 1988 sous le nom de Matt Thorson. Thorson commence à développer des jeux vidéo après avoir acheté — à l'âge de 14 ans — le logiciel Game Maker, et entreprend par la suite des études d'informatique au Grande Prairie Regional College (en), en Alberta, durant lesquelles l'élève travaille pendant quelques mois pour HermitWorks Entertainment, un petit studio de développement de jeux vidéo local, en 2008. Thorson réalise ainsi différents petits jeux durant son enseignement secondaire puis ses études supérieures, parmi lesquels Jumper, FLaiL et An Untitled Story. Thorson publie ses premiers jeux sous le nom de marque Helix Games, avant de le changer pour Matt Makes Games en avril 2008.

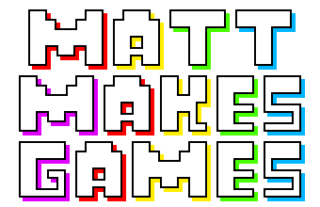
Logo du studio Matt Makes Games.

Alors que son objectif à l'université était d'obtenir un diplôme en programmation et de rejoindre un important studio de développement, Thorson se rend compte peu avant l'obtention de son diplôme qu'il lui est possible de continuer à créer des jeux vidéo sans nécessairement devoir travailler dans une grande entreprise. Après ses études, Thorson emménage donc avec Chevy Ray Johnston — un autre développeur rencontré pendant sa scolarité — à Vancouver, où ils réalisent ensemble plusieurs jeux. La majorité de ceux-ci étaient des jeux sur navigateur, et certains d'entre-eux furent publiés par la société américaine Adult Swim Games.
Lors d'une visite d'Alec Holowka à leur appartement, Thorson participe avec lui à une game jam locale. Ils développent à deux les prémices d'un jeu de plates-formes dans lequel un archer tente de gravir une tour. Ce jeu deviendra finalement TowerFall en 2013, la première réalisation commerciale majeure de Thorson.
En 2012, estimant le succès que pourrait avoir TowerFall à sa sortie, Chevy Ray Johnston suggère qu'ils pourraient acquérir une maison plus grande afin d'avoir l'espace pour accueillir d'autres développeurs. Ils en achètent finalement une, toujours à Vancouver, en octobre de la même année. De surcroît, afin de concrétiser la publication de TowerFall, Thorson crée administrativement la société Matt Makes Games Inc. en novembre 2012,.
Après la publication du jeu en tant qu'exclusivité sur Ouya en juin 2013, il est finalement porté sur d'autres plateformes en 2014 sous le nom de TowerFall: Ascension avec des fonctionnalités supplémentaires, et reçoit des critiques très favorables. Il avait en outre rapporté plus de 500 000 $ à ses créateurs dans le mois suivant sa sortie.
En janvier 2014, Forbes nomme Thorson dans la catégorie « jeu vidéo » de son classement annuel 30 Under 30.
En août 2015, Thorson et Noel Berry, un autre membre de Matt Makes Games, participent à une nouvelle game jam dans laquelle ils disposent de quatre jours pour créer un jeu de plates-formes de difficulté élevée sur la console Pico-8. À la fin du concours, ils estiment que leur création mériterait d'être travaillée et développée plus profondément afin d'être commercialisée comme un jeu à part entière — ceux-ci commencent donc à travailler à plein temps sur le projet en janvier 2016, et le jeu, nommé Celeste, est finalement publié en janvier 2018,.
Celeste est rapidement acclamé par la critique et est considéré comme l'un des meilleurs jeux de l'année 2018 par la plupart de la presse spécialisée. Il remporte également plusieurs prix, notamment à l'Independent Games Festival et aux Game Awards 2018,. Il représente en outre un succès commercial, s'étant écoulé à plus de 500 000 exemplaires en décembre 2018. En mars 2020, le seuil du million d'unités vendues avait été dépassé.

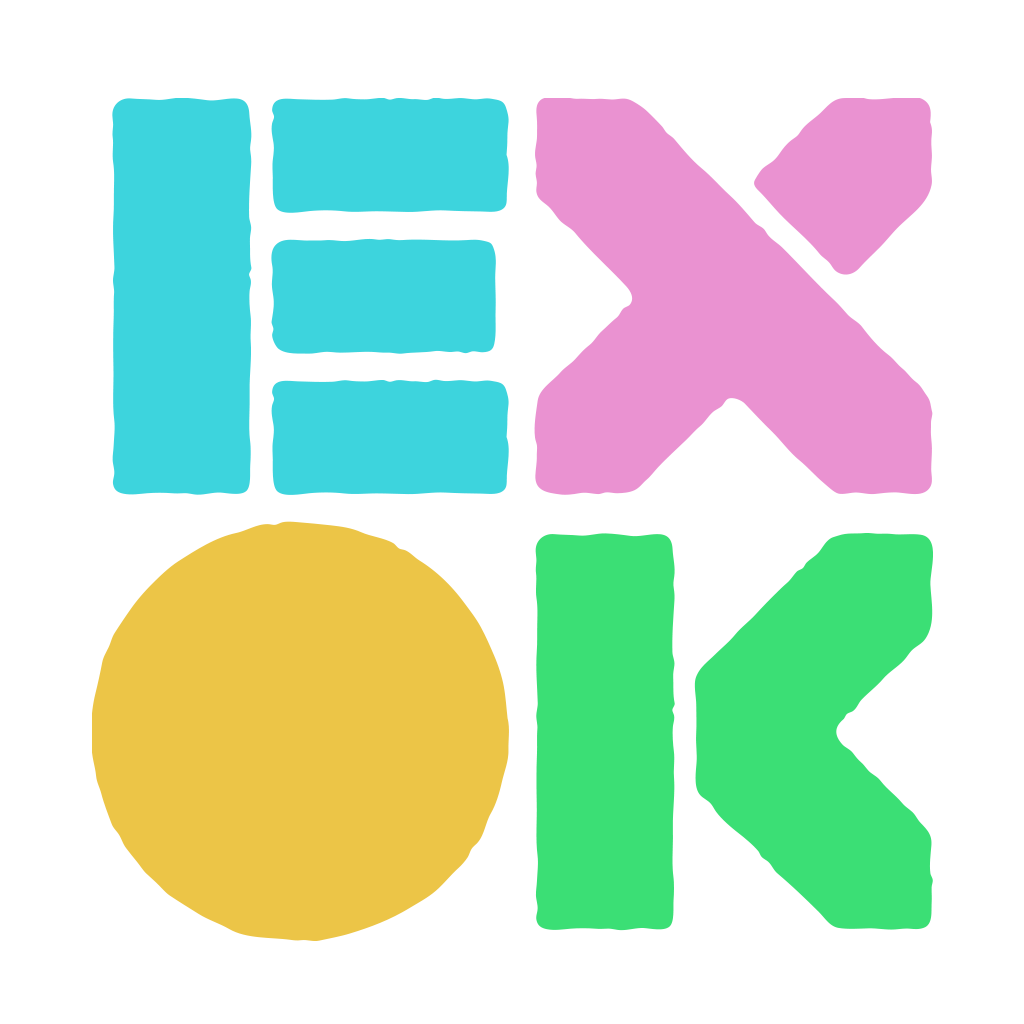
Logo d'Extremely OK Games.

En juillet 2019, Thorson publie sur Twitter son coming out transgenre et non binaire,, précisant son choix d'utiliser les pronoms « they » et « them » ainsi que le prénom « Maddy ».
Le 5 septembre suivant, Thorson dissout sa société Matt Makes Games pour la relancer avec les mêmes employés sous le nom d'Extremely OK Games. Ce changement de nom s'accompagne d'un achat de nouveaux locaux afin de pouvoir héberger l’entièreté de l'équipe — qui était auparavant partiellement dispersée à travers le monde — au même endroit,. Thorson annonce dans le même temps que son studio travaille sur un nouveau projet, connu sous le nom de code « EXOK-1 ».
En avril 2021, Maddy Thorson dévoile le prochain jeu de son studio en annonçant que, depuis le lancement d'Extremely OK Games, l'entreprise a travaillé sur quatre prototypes — EXOK-1, 2, 3 et 4 — afin de déterminer quel sera le prochain jeu qu'elle publiera. Le quatrième de ces prototypes, finalement baptisé Earthblade, est retenu par les développeurs et doit être le premier jeu intégralement développé par la société. Celui-ci est annoncé comme un jeu d'action-aventure réalisé en pixel art,,. Le 13 avril 2022, Thorson annonce qu'Earthblade entre dans sa phase de test et que l'équipe espère le sortir en 2023. Le projet est cependant officiellement annulé en janvier 2025 ; Thorson explique que des questions de partage de la propriété intellectuelle de Celeste ont mené en 2024 à un clivage au sein de l'équipe de développement, que le progrès du jeu était moins avancé que prévu, et que le succès de Celeste faisait peser sur leurs épaules une pression épuisante.